# Agalliopsis zenestra
Agalliopsis zenestra är en insektsart som beskrevs av Kramer 1964. Agalliopsis zenestra ingår i släktet Agalliopsis och familjen dvärgstritar. Inga underarter finns listade i Catalogue of Life.